# Ladyboy (film)
Ladyboy er en dansk kortfilm fra 2011 instrueret af Aske Bang efter eget manuskript.

## Handling
Kristian, der er transvestit, bor stadig hjemme hos sin mor Emma, fordi hun elsker ham, som han er. Hos hende føler han, at han kan være sig selv. Lige indtil den dag, hvor Emma møder den alkoholiserede Søren, der ikke har den samme tolerance. Langsomt bliver Kristian fordrevet fra sit hjem.

## Medvirkende
- Casper Castello, Kristian/Kristine
- Birthe Neumann, Emma
- Peter Aude, Søren
- Stanislav Sevcik, Rodney
- Anders Juul, Mand i bar
- Michael Lucas Lindenskov, Mand i park
- Djarn Kargin, Transaction
- Kim Kastrup, Transaction
- Christian Norup, Transaction
- Ian Schiøtt Jørgensen, Transaction
- Emil Ziyanak, Indvandrer i park
- Jevgeni Nicolai, Indvandrer i park
- Ahmed Allavani, Indvandrer i park
- Edel Sørensen, Dame i genbrugsbutik
- Patrick Lykke Heinsøe, Fan på klub